# Chaoborus nyblaei
Chaoborus nyblaei är en tvåvingeart som först beskrevs av Zetterstedt 1838.  Chaoborus nyblaei ingår i släktet Chaoborus och familjen tofsmyggor. Arten är reproducerande i Sverige. Inga underarter finns listade i Catalogue of Life.